# METAP2 (enzim)

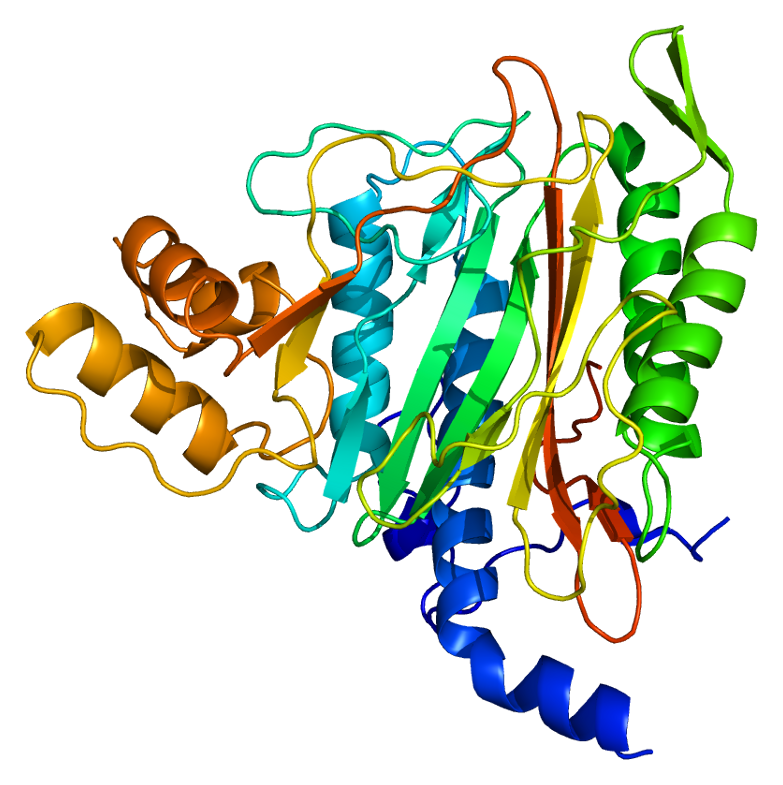
A METAP2 struktúrája

A METAP2 (MetAP2, metionin aminopeptidáz 2) egy enzim, amelyet az emberi szervezetben a METAP2 gén kódol. Az enzim a dimetallohidrolázok családjába tartozik. Az enzim fontos szerepet játszik az angiogenezisben, és ezért gátlása lehetőséget kínálhat a daganatképződés megállítására.